# Cochrane (Wisconsin)
Cochrane es una villa ubicada en el condado de Buffalo en el estado estadounidense de Wisconsin. En el Censo de 2010 tenía una población de 450 habitantes y una densidad poblacional de 216,37 personas por km².

## Geografía
Cochrane se encuentra ubicada en las coordenadas 44°13′37″N 91°50′28″O / 44.22694, -91.84111. Según la Oficina del Censo de los Estados Unidos, Cochrane tiene una superficie total de 2.08 km², de la cual 2.03 km² corresponden a tierra firme y (2.62%) 0.05 km² es agua.

## Demografía
Según el censo de 2010, había 450 personas residiendo en Cochrane. La densidad de población era de 216,37 hab./km². De los 450 habitantes, Cochrane estaba compuesto por el 99.11% blancos, el 0% eran afroamericanos, el 0% eran amerindios, el 0% eran asiáticos, el 0% eran isleños del Pacífico, el 0% eran de otras razas y el 0.89% pertenecían a dos o más razas. Del total de la población el 0.67% eran hispanos o latinos de cualquier raza.